# Ida Hubáčková
Ida Hubáčková (* 1. října 1954 Praha, Československo) je bývalá československá pozemní hokejistka, držitelka stříbrné medaile z olympiády v Moskvě z roku 1980. Začínala v klubu TJ Hostivař, odkud přestoupila do Slavie Praha se kterou v letech 1974 až 1980 vybojovala titul mistryň Československa. V letech 1975 až 1978 se se Slávií probojovala do finálové skupiny Poháru mistrů Evropských zemí, ve kterém v roce 1976 obsadily 3. místo. Aktivní sportovní kariéru ukončila krátce po olympijských hrách z důvodu zranění zad a kolene. Ve Slavii Praha pak vedla přípravu dívek.